# Chiricahua
I Chiricahua, o Apache Chiricahua, sono un gruppo etnico di nativi americani originari degli Stati Uniti sud-occidentali, soprattutto Arizona, Nuovo Messico e Oklahoma, e, in piccola parte, Messico settentrionale, negli stati di Sonora e Chihuahua. Culturalmente imparentati con Apache, Mescalero, Navajo, Lipan, Jicarilla, Plains e altri gruppi etnici locali, al momento del contatto con gli europei occupavano un territorio che superava i 60000 km².
Oggi i Chiricahua sono circoscritti in due tribù riconosciute a livello federale negli Stati Uniti: la Fort Sill Apache Tribe, situata vicino ad Apache, Oklahoma, con una piccola riserva fuori Deming, nel Nuovo Messico, e la Mescalero Apache Tribe of the Mescalero Reservation vicino a Ruidoso, Nuovo Messico. Nelle due riserve risiedono complessivamente meno di 6000 nativi comprendendo tutti i gruppi Apache ospitati.

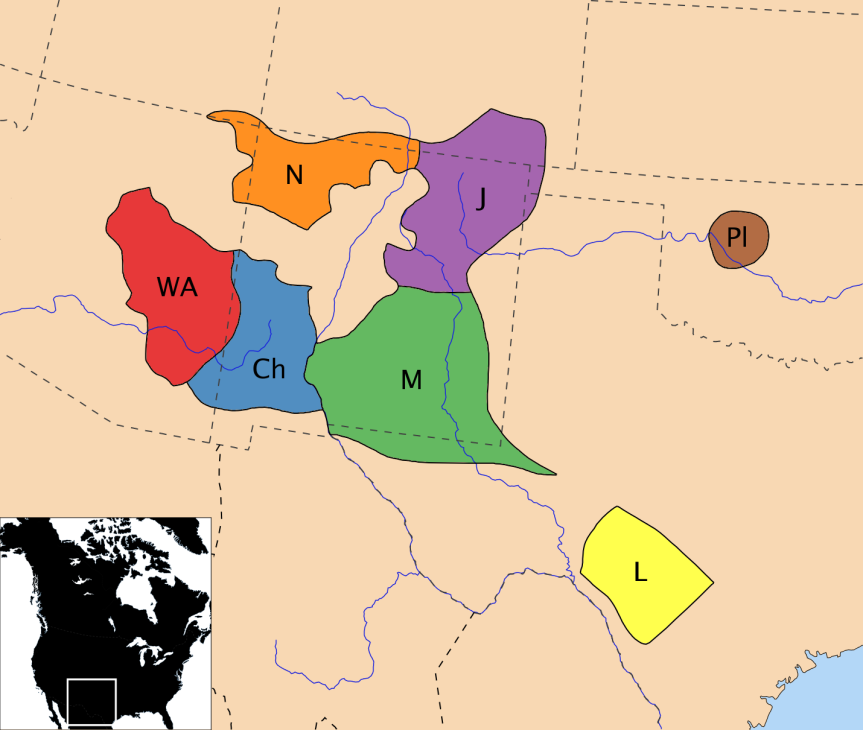
Distribuzione delle tribù Apache nel '700. Ch – Chiricahua, WA – Western Apache, M – Mescalero, J – Jicarilla, L – Lipan, Pl – Plains Apache, N – Navajo

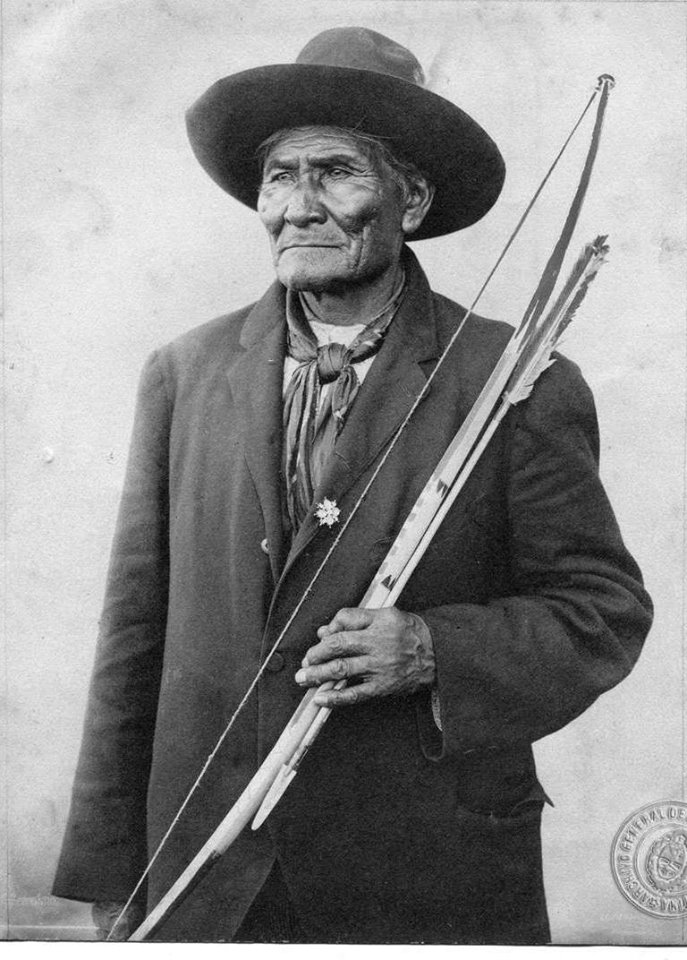
Geronimo a fine XIX secolo

L'ultimo grande Chiricahua capo tribù di tutti i gruppi Apache è stato Geronimo, della tribù degli Ndendahe, che nel diciannovesimo secolo ha condotto le ultime guerre indiane contro Stati Uniti e Messico prima di arrendersi e essere imprigionato a Fort Pickens in Florida. Altri due capi tribù Chiricahua noti per le loro gesta sono stati Cochise e Ulzana, entrambi della tribù dei Tsokanende. Solo a fine secolo tutti i nativi imprigionati sono stati liberati e trasferiti nelle riserve del sud-ovest.

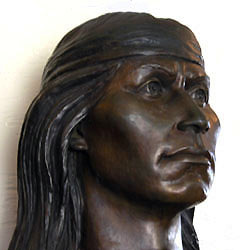
Busto in bronzo di Cochise

## Filmografia ispirata
- Il massacro di Fort Apache (Fort Apache), regia di John Ford (1948)
- Kociss, l'eroe indiano (The battle at Apache Pass), regia di George Sherman (1952)
- Nessuna pietà per Ulzana (Ulzana's Raid), regia di Robert Aldrich (1972)
- Geronimo (Geronimo: An American Legend), regia di Walter Hill (1993)